# Germonville
Germonville település Franciaországban, Meurthe-et-Moselle megyében. Lakosainak száma 130 fő (2022. január 1.). Germonville Bralleville, Gripport, Lebeuville, Xirocourt és Hergugney községekkel határos.

## Népesség
A település népességének változása:
| Lakosok száma | 82   | 82   | 68   | 83   | 115  | 121  | 115  | 123  | 123  | 130  |
|               | 1968 | 1982 | 1990 | 2006 | 2013 | 2015 | 2017 | 2019 | 2020 | 2022 |